# رومن کوزنتسوف
رومن ولادیمیرویچ کوزنتسوف (انگلیسی:Roman Vladimirovich Kuznetsov؛ متولد ۱۴ اوت ۱۹۸۹)، یک تکواندوکار روسی است. وی در مسابقات قهرمانی تکواندو جهان ۲۰۱۷ در کلاس سنگین‌وزن مدال برنز دریافت کرد. وی همچنین در سری مسکو مسابقات جایزه بزرگ جهانی تکواندو ۲۰۱۷، با شکست کیو-دون این از کره، مدال طلا را بدست آورد.